# Jarlik
A jarlik (mongolul зарлиг, tatárul yarligh, oroszul ярлык) a középkori mongol és tatár kánságokban a kán által kiadott írásbeli oklevél, engedély vagy rendelkezés.
A jarlikot általában papírra írták, szélessége kb. 20 cm, hossza 1,5 méterig terjedt. Fekete tintával írták, a fontos részeket pirossal vagy arannyal emelték ki. Az Arany Hordában az eredeti példány nyelve török volt, amit valószínűleg lefordítottak annak a nyelvére is aki kapta az okiratot.
A 13-15. században, a mongol hódítás után nagy jelentősége volt a jarlikoknak az orosz fejedelemségekben és az orosz ortodox egyház számára. Minden fejedelem csak az Arany Horda kánjának írásos oklevele birtokában gyakorolhatta uralmát. Különösen a legfontosabb tisztséget, a vlagyimiri nagyfejedelemséget adományozó jarlikért zajlott a küzdelem. Ha kellően gazdag ajándékokat kapott, a kán hajlandó volt a formális örökösödési rendet megkerülve, egy másik jelöltnek adni jóváhagyását. Új kán trónra lépésekor vagy a fejedelem halála után az örökösnek meg kellett újítania jarlikját. 
Ez a kötelezettség a 15. század közepétől a Moszkvai Nagyfejedelemség megerősödésével és az Arany Horda szétesésével szűnt meg. 
A pravoszláv egyház az adófizetési és katonaállítási mentességet tartalmazó kiváltságlevelet kapta ebben a formában.    

## Külső hivatkozások
- Egy egyházi jarlik

## Fordítás
- Ez a szócikk részben vagy egészben  a(z)   Ярлык (грамота) című orosz Wikipédia-szócikk ezen változatának fordításán alapul.  Az eredeti cikk szerkesztőit annak laptörténete sorolja fel. Ez a jelzés csupán a megfogalmazás eredetét és a szerzői jogokat jelzi, nem szolgál a cikkben szereplő információk forrásmegjelöléseként.